# Flore et Laure
Flore et Laure (IIe siècle) sont des martyrs chrétiens qui sont morts en Illyrie. Ils ne sont connus que par la littérature hagiographique des Vitas. Ils sont fêtés le 18 août par les catholiques et les orthodoxes (31 août suivant l'ancien calendrier). En Russie, ils sont considérés comme les patrons des chevaux.

## Histoire
Suivant leur Vita, Flore et Laure étaient frères, liés depuis leur enfance par leur foi au Christ. En qualité de maçons, ils sont envoyés par le gouverneur d'Illyrie dans la région voisine pour y construire un nouveau temple païen. Les frères donnent la moitié du prix reçu pour cet ouvrage aux pauvres et leur enseignent la parole du Christ. Le succès de leur prédication est renforcé par des miracles accomplis. Le plus connu est celui de la guérison du fils d'un prêtre païen, qui se convertirent, père et fils, au christianisme à la suite de ce miracle. Dans un nouveau temple qui n'avait pas encore été décoré d'idole païenne, Flore et Laure se mirent à prier avec les chrétiens déjà convertis. À la suite de cette prière ils réussirent à faire détruire ces idoles destinées à ce temple.
Mais tous les participants à cette destruction d'idoles sont capturés et brûlés. Flore et Laure sont renvoyés alors en Illyrie. Ils reconnaissent être chrétiens devant les autorités si bien qu'ils sont jetés dans un puits qui est ensuite rempli de terre. 
Plus tard, miraculeusement, leurs reliques furent retrouvées intactes et transportées en pèlerinage à Constantinople. La tradition prétend que dès la découverte des reliques des deux frères, les pertes de bétail qui se produisaient, du fait de la peste, cessèrent. C'est pourquoi en Russie, ces saints sont honorés comme protecteurs et patrons des chevaux. Suivant les livres de modèles d'icônes de l'ancienne Russie leur image doit toujours être jointe à celle de chevaux. 

## Autres martyrs jumeaux
- Côme et Damien
- Gervais et Protais
- Boris et Gleb

## Source
- (ru) Cet article est partiellement ou en totalité issu de l’article de Wikipédia en russe intitulé « Флор и Лавр » (voir la liste des auteurs).